# Austrian International 2009
Die Austrian International 2009 fanden vom 18. bis zum 21. Februar 2009 in Wien statt. Das Preisgeld betrug 15.000 US-Dollar, was dem Turnier zu einem BWF-Level von 4A verhalf. Der Referee war Erik Ligtvoet aus den Niederlanden. Es war die 38. Austragung dieser offenen internationalen Meisterschaften von Österreich im Badminton.

## Austragungsort
- Wiener Stadthalle B, Vogelweidplatz 14

## Sieger und Platzierte
| Disziplin    | Gold                        | Silber                           | Bronze                           |
| ------------ | --------------------------- | -------------------------------- | -------------------------------- |
| Herreneinzel | Kazuteru Kozai              | Yeoh Kay Bin                     | Koichi Saeki                     |
| Herreneinzel | Kazuteru Kozai              | Yeoh Kay Bin                     | Kazushi Yamada                   |
| Dameneinzel  | Juliane Schenk              | Petya Nedelcheva                 | Kaori Imabeppu                   |
| Dameneinzel  | Juliane Schenk              | Petya Nedelcheva                 | Jill Pittard                     |
| Herrendoppel | Naoki Kawamae Shoji Sato    | Yoshiteru Hirobe Hajime Komiyama | Andrew Bowman Martyn Lewis       |
| Herrendoppel | Naoki Kawamae Shoji Sato    | Yoshiteru Hirobe Hajime Komiyama | Robert Adcock Dean George        |
| Damendoppel  | Shizuka Matsuo Mami Naito   | Mizuki Fujii Reika Kakiiwa       | Masayo Nojirino Sayaka Sato      |
| Damendoppel  | Shizuka Matsuo Mami Naito   | Mizuki Fujii Reika Kakiiwa       | Nicole Grether Charmaine Reid    |
| Mixed        | Robert Adcock Heather Olver | Valeriy Atrashchenkov Elena Prus | Hirokatsu Hashimoto Mizuki Fujii |
| Mixed        | Robert Adcock Heather Olver | Valeriy Atrashchenkov Elena Prus | Matthew Honey Sarah Bok          |

## Finalergebnisse
| Disziplin    | Sieger                      | Finalist                         | Ergebnis          |
| ------------ | --------------------------- | -------------------------------- | ----------------- |
| Herreneinzel | Kazuteru Kozai              | Yeoh Kay Bin                     | 21:12 12:21 21:15 |
| Dameneinzel  | Juliane Schenk              | Petya Nedelcheva                 | 20:22 21:8 22:20  |
| Herrendoppel | Naoki Kawamae Shoji Sato    | Yoshiteru Hirobe Hajime Komiyama | 21:19 21:17       |
| Damendoppel  | Shizuka Matsuo Mami Naito   | Mizuki Fujii Reika Kakiiwa       | 21:15 21:18       |
| Mixed        | Robert Adcock Heather Olver | Valeriy Atrashchenkov Elena Prus | 21:17 21:18       |